# Приютинський приказ
Приютинський приказ — історична адміністративно-територіальна одиниця Олександрівського повіту Катеринославської губернії.
Станом на 1886 рік складалася з 6 поселень, 4 сільських громад. Населення — 1804 особи (947 чоловічої статі та 857 — жіночої), 206 дворових господарств.
|                     | Площа, десятин | У тому числі орної, дес. |
| ------------------- | -------------- | ------------------------ |
| Сільських громад    | 5716           | 1736                     |
| Приватної власності | —              | —                        |
| Казенної власності  | 3266           | 1180                     |
| Іншої власності     | —              | —                        |
| Загалом             | 8982           | 2916                     |

Основні поселення волості:
- Приютна — колонія євреїв при балці Грушоватій за 110 верст від повітового міста, 427 осіб, 46 дворів, сільський приказ, єврейський молитовний будинок.
- Богодарівка (Ковалевська) — колонія євреїв при балці Крутоярівка, 495 осіб, 66 дворів, синагога.
- Гірка (Назаревич) — колонія євреїв при балці Грушоватій, 439 осіб, 41 дворів, синагога, лавка.
- Розкішна — колонія євреїв при балці Грушоватій, 382 осіб, 47 дворів, єврейський молитовний будинок, лавка.